# Hypena insignis
Hypena insignis là một loài bướm đêm trong họ Erebidae.